# Kirkham (North Yorkshire)
Kirkham – wieś w Anglii, w hrabstwie North Yorkshire. Leży 20 km na północny wschód od miasta York i 291 km na północ od Londynu.